# Bonawentura z Bagnoregio
Bonawentura z Bagnoregio, także Święty Bonawentura OFM (wł. Giovanni Fidanza, pol. Jan Fidanza; ur. 1217 albo 1218 albo 1221 w Bagnoregio w okolicach Viterbo, zm. 15 lipca 1274 w Lyonie) – włoski teolog, filozof scholastyk, doktor Kościoła, biskup, kardynał, siódmy generał franciszkanów.

## Życiorys
Urodził się jako Giovanni Fidanza, syn lekarza Giovanniego i Marii Rittelli w Bagnoregio. Dokładna data urodzin nie jest znana – podawane są lata 1217, 1218 i 1221. Podstawowe wykształcenie odebrał we franciszkańskiej szkole w rodzinnej miejscowości. Na przełomie lat 20. i 30. XIII wieku miał doznać uzdrowienia, które on sam przypisywał św. Franciszkowi. W 1235 roku udał się do Paryża, aby studiować sztuki wyzwolone na tamtejszej wszechnicy. Jego wykładowcami byli wówczas m.in.: Wilhelm z Auxerre, Odo Rigaldi i Aleksander z Hales. Osiem lat później wstąpił do zakonu franciszkanów i przyjął imię Bonawentura. W trakcie formacji kontynuował naukę, studiując teologię, a jego profesorami byli Jan z La Rochelle i Wilhelm z Meliton. W 1248 roku otrzymał stopień bakałarza biblijnego, dwa lata później – bakałarza sentencji, a w 1253 roku – magistra teologii. Na żądanie Aleksandra IV, 15 sierpnia 1257 roku, uczelnia paryska zezwoliła Bonawenturze na otwarcie własnej katedry teologii i uznała jego tytuł magistra. Jednakże Fidanza nigdy jej nie objął, bowiem 2 lutego kapituła franciszkanów, wybrała go generałem zakonu. W czasie studiów paryskich napisał komentarze do Ewangelii Łukasza i Jana, „Sentencji” Piotra Lombarda oraz kazanie „Chrystus jeden nauczyciel wszystkich”.
Jako generał usiłował stawić czoła różnym nurtom w zakonie, które zadawały pytania o rolę i dziedzictwo Franciszka z Asyżu, jako założyciela zgromadzenia. W celu rozwiania wątpliwości, Bonawentura sporządził nową biografię Franciszka, przesuwając akcent (w stosunku do poprzednich biografii) ze skrajnego ubóstwa na cnotliwość życia. Ze względu na zdolności organizacyjne, Bonawentura jest nazywany „drugim założycielem zakonu”. W 1260 roku w Narbonie odbyło się zebranie kapituły generalnej, gdzie zobowiązano Bonawenturę do zredagowania konstytucji zakonnej. 23 maja 1273 roku Grzegorz X kreował Bonawenturę kardynałem biskupem i nadał mu diecezję suburbikarną Albano. Jednocześnie polecił mu przygotowania do II soboru lyońskiego, gdzie miało dojść do podpisania unii z Kościołem wschodnim. 28 czerwca 1274 roku doszło do porozumienia, a Bonawentura wygłosił kazanie na temat jedności Kościoła. Zmarł w Lyonie 15 sierpnia tego samego roku.
Nazywany był „doktorem serafickim” (łac. doctor seraphicus). Został kanonizowany i włączony w poczet doktorów Kościoła 14 kwietnia 1482 roku przez Sykstusa IV.

## Myśl filozoficzna i teologiczna

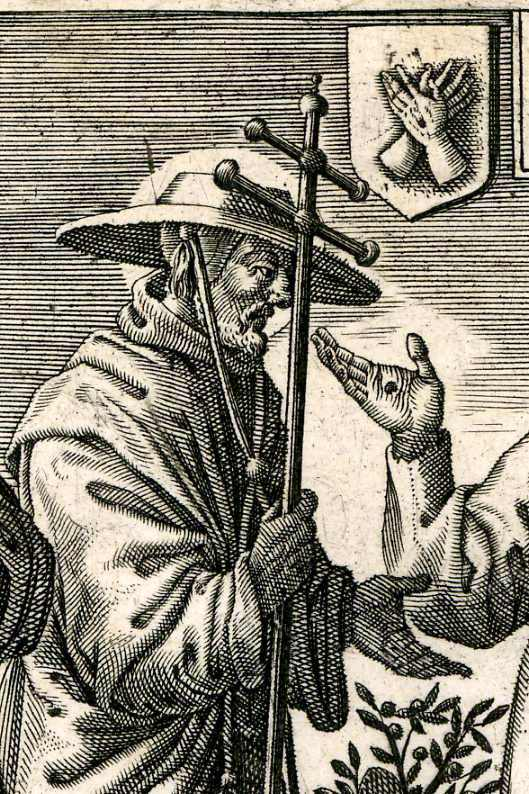
Bonawentura jako kardynał ze swoim herbem

W związku z tym, iż twórczość św. Bonawentury była przeniknięta ideą miłości, nazywany był przez tradycję scholastyczną Doktorem Serafickim. Było to związane z symbolem miłości, jakim w Średniowieczu był chór anielski zwany Serafinami. Pozostawił po sobie bardzo bogate piśmiennictwo, szereg traktatów teologicznych i pism okolicznościowych. Głównymi dziełami świętego są Breviloquium, Itinerarium mentis in Deum oraz Hexaemeron.
Był osobą bardzo wszechstronną – filozofem, teologiem oraz mistykiem. Ostatecznie dominującym u Bonawentury okazuje się pierwiastek mistyczny. Dzieła Arystotelesa nie były mu obce, jednak był zdeklarowanym augustynikiem. Jego zdaniem poznanie racjonalne, chociaż konieczne i pożyteczne, jest samo w sobie niewystarczające do poznania Boga oraz najistotniejszych problemów egzystencji ludzkiej. Tak jak Święty Augustyn uważał, że ku wyżynom poznania tego co istotne może wznieść się jedynie rozum oświecony wiarą. Nie uznawał tworzenia teorii dla samych teorii. Jego zdaniem prawdziwa teologia musi mieć charakter praktyczny, co oznacza, że powinna służyć człowiekowi w jego działaniu i uczyć go miłości do Boga i bliźniego.
Jako istotę powołania franciszkańskiego wskazywał dążenie do osiągnięcia prawdziwego pokoju, to jest zjednoczenia człowieka z Bogiem. Zachęcał swoich współbraci, aby idąc śladami św. Franciszka, dążyli do zjednoczenia z Bogiem poprzez miłość. Kontemplacja powinna zająć pierwsze miejsce w życiu franciszkanina, jej owocem powinna być ewangelizacja innych. Tylko pielęgnowanie modlitwy wewnętrznej oraz prowadzenie głębokiego życia duchowego pozwoli franciszkanom głoszenie pokoju innym ludziom. Tylko tacy zakonnicy mogą być przewodnikami do zjednoczenia z Bogiem.
Jedynie poznanie afektywne przez intuicję może być odpowiednim środkiem zjednoczenia człowieka z Bogiem. Znane jest jego powiedzenie: Non est perfecta cognitio sine dilectione – Nie ma prawdziwego poznania bez umiłowania. Najgłębsze tajemnice (zarówno te Boskie jak i ludzkie) może poznać jedynie ten, kto kocha naprawdę. Wskazuje, iż choć św. Franciszek nie był człowiekiem uczonym, to jednak osiągnął pełne zjednoczenie z Bogiem. Jego poznanie afektywne było tak wielkie, że poprzez stygmaty upodobnił się całkowicie do Chrystusa.
Jego najbardziej znane dzieło, pt. Itinerarium mentis in Deum (Wędrówka duszy do Boga) kończy się tymi słowami:
—  Itinerarium mentis in Deum
Św. Bonawentura czczony jest także w Kościele prawosławnym. Szczególnie cenione są jego duchowość oraz zamiłowanie do życia kontemplacyjnego. Życie i twórczość świętego Bonawentury wpisują się w tradycję modlitwy Jezusowej (modlitwa serca).

## Kult
W ikonografii przedstawiany jest w kilku odsłonach: w habicie franciszkańskim z biskupim krzyżem na piersiach, jako kardynał w cappa magna, jako teolog nad pulpitem.
Jego atrybutami są: anioł przynoszący mitrę, kapelusz kardynalski trzymany przez anioła lub leżący u stóp, księga, krzyż w dłoniach, drzewo Krzyża Świętego i zwój.
Wspomnienie liturgiczne św. Bonawentury w Kościele katolickim obchodzone jest w dzienną rocznicę śmierci (15 lipca), w nadzwyczajnej formie rytu rzymskiego 14 lipca.

## Dzieła

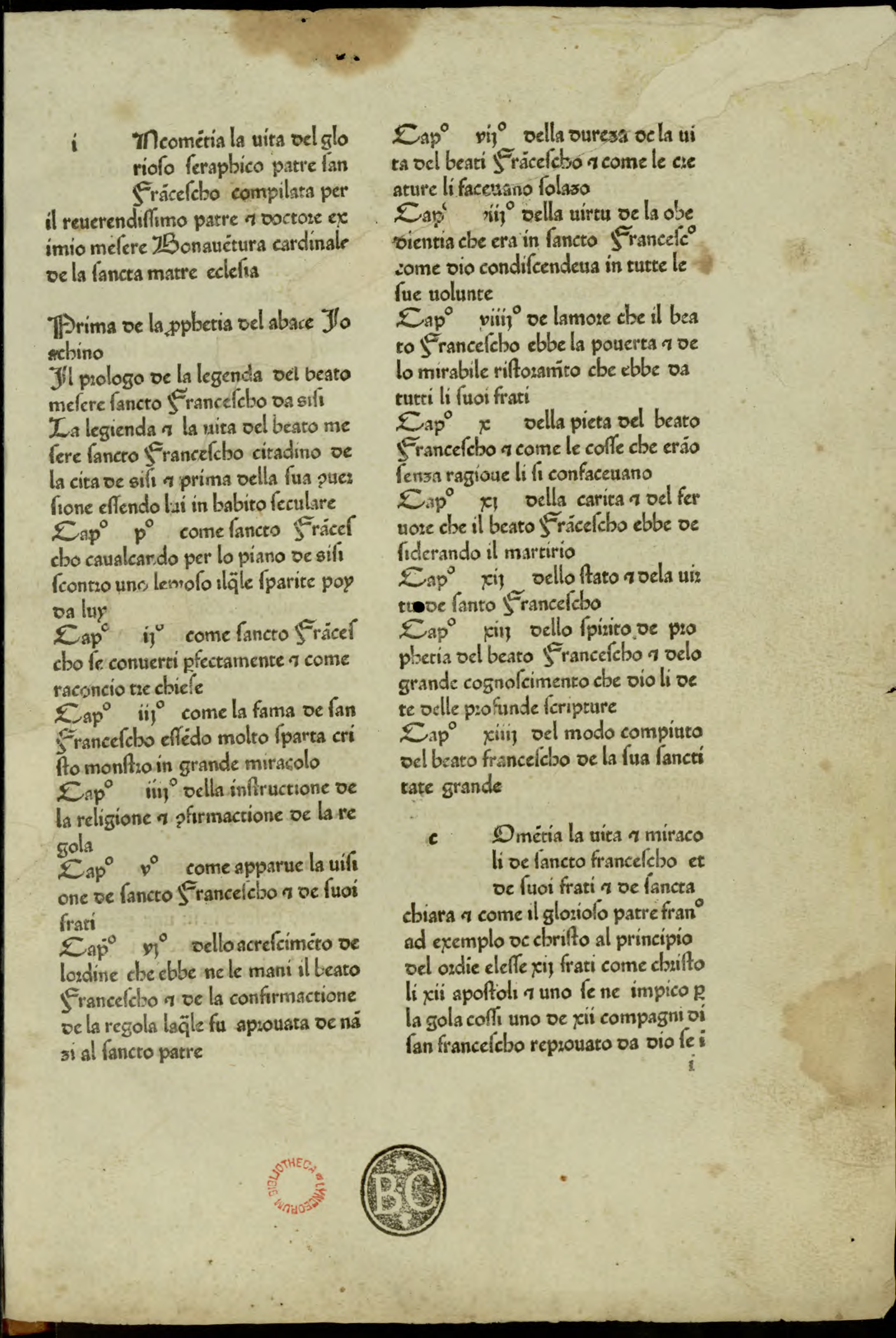
Legenda maior, 1477

- Komentarz do czterech Ksiąg Sentencji Piotra Lombarda (Commentarium in quatuor libros Sententiarum Magistri Petri Lombardi)
- Breviloquium
- Kwestie dyskutowane o tajemnicy Trójcy Świętej (Quaestiones disputatae de mysterio Trinitatis)
- Kwestie dyskutowane o wiedzy Chrystusa (Quaestiones disputatae de scientia Christi)
- Kwestie dyskutowane o doskonałości ewangelicznej (Quaestiones disputatae de perfectione evangelica)
- Komentarz do Ewangelii Łukasza (Commentarium in evangelium Lucae)
- Komentarz do Ewangelii Jana (Commentarium in evangelium Ioannis)
- Obrona ubogich (Apologia pauperum)
- Życiorys większy św. Franciszka (Legenda maior s. Francisci)
- Życiorys mniejszy św. Franciszka (Legenda minor s. Francisci)
- Konferencje o dziesięciu przykazaniach (Collationes de decem praeceptis)
- Konferencje o siedmiu darach Ducha Świętego (Collationes de septem donis Spiritus Sancti)
- Konferencje o sześciu dniach stworzenia (Collationes in Hexaemeron)